# Zbigniew Bartman
Zbigniew Bartman (* 4. Mai 1987 in Warschau) ist ein polnischer Volleyballspieler.

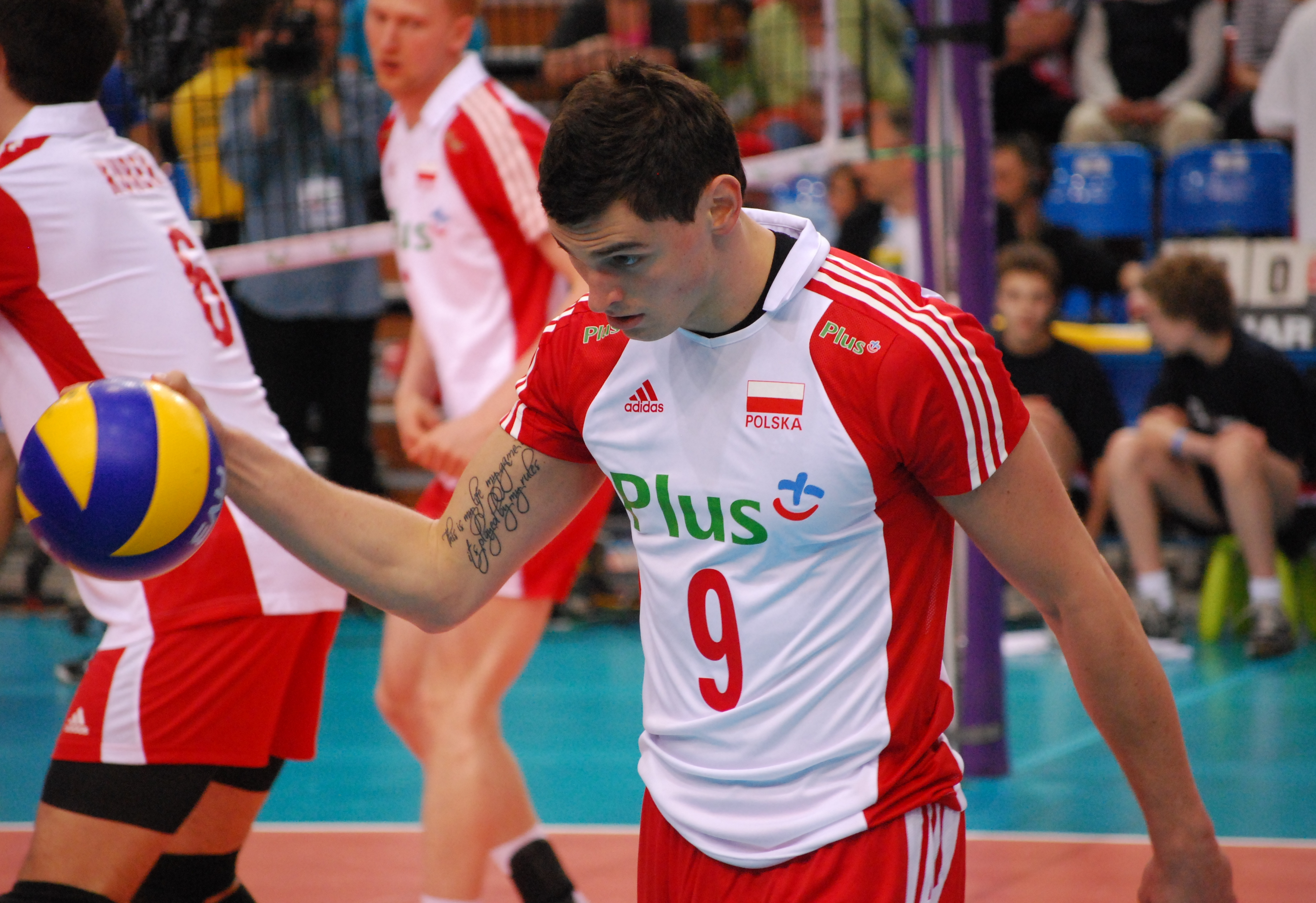
Bartman in einem Länderspiel, Mai 2010

## Karriere
Bartman begann seine Karriere 1997 in seiner Heimatstadt bei Metro Warszawa. Seine ersten Erfolge feierte er 2004 allerdings beim Beachvolleyball, als er mit Michał Kubiak die U18-Europameisterschaft gewann und in der Weltmeisterschaft derselben Altersklasse das Finale erreichte. In der Halle spielte er zwischen 2003 und 2005 für den Hauptstadt-Verein MOS Wola Warschau sowie für Polska Energia Sosnowiec. 2005 wechselte der Universalspieler in die italienische Liga zu Marmi Lanza Verona. In der Saison 2007/08 wurde er mit Halkbank Ankara türkischer Vizemeister. Am 13. Juni 2008 debütierte er beim Weltliga-Spiel gegen Ägypten in der polnischen Nationalmannschaft. Anschließend kehrte er in die einheimische Liga zurück. Nach einer Saison bei AZS Częstochowa nahm Bartman an der Europameisterschaft in der Türkei teil, bei der Polen zum ersten Mal den Titel gewann. Im September 2009 wurde er wie seine Mitspieler mit dem Orden Polonia Restituta ausgezeichnet. Anschließend folgten zwei weitere Stationen im Ausland beim russischen Verein ZSK Gazprom Surgut und bei den Italienern von Prisma Taranto. 2010/2011 war Bartman wieder in seiner Heimatstadt bei AZS Politechnika Warszawska aktiv. Mit der Nationalmannschaft wurde er 2011 Dritter in der Weltliga und Zweiter im World Cup. Im Oktober unterlag er mit seinem neuen Verein Jastrzębski Węgiel erst im Endspiel der Klub-Weltmeisterschaft gegen Trentino Volley. Ab 2012 spielt er für den Ligakonkurrenten Resovia Rzeszów.